# 唇にナイフ
「唇にナイフ」（くちびるにナイフ）は、1984年10月21日に発売されたラッツ&スターの6枚目（シャネルズ時代から通算すると15枚目）のシングル。

## 解説
シャネルズ（後のラッツ&スター）がアマチュア時代に出演したコンテスト『EastWest'77』で審査員を務めていた後藤次利と初めてコラボレーションをしたシングル。

## 収録曲
1. 唇にナイフ
  - 作詞：売野雅勇　作曲：後藤次利　編曲：後藤次利・村松邦男
  - アルバム『SEE THROUGH』収録。
2. IN THE MOON
  - 作詞：田代マサシ　作曲：鈴木雅之　編曲：後藤次利
  - アルバム未収録。